# Jan-August Van Calster
Jan-August Van Calster (Sint-Katelijne-Waver, 18 oktober 1935 – Mechelen, 14 februari 2013) was een Belgisch politicus voor de CVP.

## Levensloop
Van Calster was eerst onderwijzer en nadien regent wiskunde en fysica. Hij bleef verbonden als leraar aan het Sint-Romboutscollege te Mechelen tot in 1969, toen hij agent werd bij het Gemeentekrediet.
Vanaf 1965 was hij eerst politiek actief als voorzitter van de Commissie voor Openbare Onderstand te Sint-Katelijne-Waver. Van 1971 tot 1976 werd hij er burgemeester, meteen de laatste bestuursperiode voor de fusie van gemeenten. Na de fusie met Onze-Lieve-Vrouw-Waver (1977) was hij eerst zes jaar schepen en nadien burgemeester van 1983 tot 1988.
Daarna bleef hij schepen tot bij zijn afscheid van de gemeentelijke politiek in 1994. Hij werd vervolgens van 1994 tot 2000 lid van de provincieraad van de provincie Antwerpen.
Hij was de broer van monseigneur Stefaan Van Calster, hoogleraar in de theologie in België en Nederland.